# Séisme de 1356 à Bâle
Le séisme de 1356 à Bâle est l'événement sismologique historique le plus important de l'Europe centrale.

## Historique
Il détruisit la ville de Bâle (Suisse) le 18 octobre 1356 et fit de nombreuses destructions dans une vaste région s'étendant à la France et à l'Allemagne. Il fut ressenti à une très grande distance (Zurich, Constance et même jusqu'en Île-de-France). L'intensité sismique maximale sur l'échelle MSK a été de IX-X. La carte macrosismique fut notamment établie sur la base des dommages reportés, dans des documents anciens, par les châteaux de la région (30 à 40 châteaux),. À partir de ces données la  magnitude Mw du séisme a été estimée autour de 6,2 en France, alors que les experts suisses et allemands l'évaluent plutôt entre 6,7 et 6,9 (cf. version allemande de cet article). Pour mémoire, une augmentation de magnitude de 0,6 (entre les valeurs 6,2 et 6,8) correspond à une libération d'énergie près de 8 fois plus importante.
Le séisme commença vers 16 heures (heure locale), ce qui permit aux gens de sortir de la ville. De nombreuses répliques ont suivi durant la nuit du 18 au 19 octobre. La ville subit un second choc, très violent, au milieu de la nuit. La cité à l'intérieur des remparts fut détruite par un incendie qui dura trois jours. La crise sismique dura pendant un an. Le nombre de morts est estimé à 300 personnes dans la seule ville de Bâle.
La modélisation des données macrosismiques suggère que le séisme aurait eu une source orientée E-O, direction correspondant aux failles chevauchantes du front du Jura. Par contre, les dernières études de paléosismologie attribuent plutôt la cause de ce séisme à une faille normale orientée NNE-SSO au sud de la ville. La magnitude importante de cet événement fait penser à un possible prolongement de cette faille sous la ville même.
Ce tremblement de terre est aussi connu sous le nom de séisme de la Saint-Luc, car s'est produit le jour de la saint Luc.

## Tremblement de terre «de référence»
Ce séisme a été évoqué par plusieurs médias français en mars 2011 à la suite de la catastrophe de Fukushima au Japon puisque les autorités nucléaires françaises ont indiqué que dans la prise en compte des risques sismiques pour la construction des centrales nucléaires en France, outre des études géologiques, la centrale construite devait être capable de résister à un tremblement de terre aussi fort que le plus important tremblement de terre historique connu dans la région. Pour la centrale nucléaire de Fessenheim, en Alsace, la plus ancienne et la plus exposée des centrales nucléaires françaises à un risque sismique, c'était le séisme de Bâle qui avait été pris comme référence.